# ガスマスクガール (漫画)
『ガスマスクガール』は、御影石材による日本の漫画作品。『コミックアライブ』（メディアファクトリー発行）にて2009年12月号から2010年12月号まで連載された。
「美少女がガスボンベを振り回し、撲殺したり爆殺したりするバトルマンガです。」（単行本1巻の帯より）。この漫画は、街で起きている「袋人間事件」と、マスクを被った異能力者達のバトルを描いた漫画である。何の力も無い平凡な主人公が、日常の裏で起きている事件とその渦中にいるヒロインに興味を持ち、それに関わっていこうとする。作者の言によると、「不真面目な格好をしたやつらがそこそこまじめにバトルする漫画」というこの作品のコンセプトは、作者が子供のころに観ていた特撮やアニメのヒーローを元にして出来たものという事である。

## あらすじ
新聞部所属の平凡な中学生・ワッタこと矢上和汰郎の住む街で、「袋人間事件」と呼ばれる連続殺人事件が発生していた。被害者は全て頭部が無く、代わりに袋が被せられているという謎の事件だ。その犯人は「マスクさん」と呼ばれるガスマスクを被ったセーラー服の少女。だが、その正体は、ワッタのクラスメイト・氏家霧花だった。事件に興味を持ち、霧花に近付こうとするワッタの前に、袋人間やマスクさん同様に不思議な力を持つ者達が次々と現れる。何の力も持たないワッタは、戦い続ける霧花にヒーローの姿を見出し、自分には何も出来ないと知りながらも、非日常の世界へと自ら足を踏み入れていく。

## 登場人物
矢上 和汰郎（やのうえ わたろう）
本作の主人公。通称：ワッタ。特別な能力などは一切無い、平凡な中学生。新聞部所属。ある日、街で噂の「マスクさん」の正体がクラスメイトの霧花である事を偶然知ってしまうが、以前からマスクさんに興味を持っていたために、彼女に近付く。ヘルメット・ドライヴァーズ・ハイに捕まり人質にされた際、ワッタには何も出来ない事を彼に告げられ、何がしたいのかと問われる。自分の無力さを見つめ直した上で、なお霧花の傍に居たいと願い、彼女が戦う場に赴く。
氏家 霧花（うじいえ きりか）
本作のヒロイン。ワッタのクラスメイト。巷で噂になっているマスクさんの正体。ガスマスクを被り、人知れず謎の袋人間と戦っている。普段は、ちょっとドジだけど優しい性格。
ガスマスクを被って戦う時は、腰まで伸ばした長髪をポニーテールにまとめる。ガスボンベを振り回して、相手を撲殺するのが、主な戦闘方法。他にも、ガスの化学式等を呪文のように唱える事で、ガスボンベを召喚し「開放（オープンセサミ）」の合言葉でボンベを爆発させる、「発煙（ファイア）」の合言葉でガスマスクから煙幕を噴出させる等の能力もある。
「袋人間の居ない世界」を願っており、そのために日夜戦い続けている。
天野 咲（あまの さき）
ワッタと仲の良い少女。袋人間に襲われた翌日から行方不明になる。再度現れた時は、袋人間により能力を与えられた人間となっていたが、その覆面は顔の右上半分だけを覆う不完全なもので、戦うための能力も弱い。ワッタに片想いしていたが、それを伝えることもできず、せめてワッタのために袋人間の居ない世界を作ろうとして戦うことを決意する。
ヘルメット・ドライヴァーズ・ハイ（Helmet Driver's High）
本名は不明。物腰の柔らかな美青年だが、フルフェイスヘルメットを被ると、途端に荒っぽい言葉遣いになる。自動車やバイクなど、ガソリンエンジンを動力とする乗り物を、意のままに操る能力を持つ。1台に命令を下す際に、1回指を鳴らすのが操作する条件。違う命令を出す際には、再度指を鳴らす必要がある。また、首から下げているエンジンの始動キーを地面に突き刺してひねる事で、バイクを地面から召喚する事もできる。
デスメタルドール（D・M・D）
本名は不明。髪型をツインテールにし、ギターを背負った小柄な少女。普段は人気の無い河川敷でクラシック・ギターを弾いているが、演奏は下手。戦う時には右目に涙、左目に星のマークがついた仮面を着け、ゴスロリ風の衣装に着替え、エレキギターを携える。ギターから発する衝撃波で敵を攻撃し、アンプを頭上に投げて広範囲に同時に衝撃波を飛ばすことも出来る。
部長（ぶちょう）
ワッタの所属する新聞部の部長。眼鏡をかけた癖毛の少女。現在、部員はワッタと部長の2人だけ。
矢上 美洋（やのうえ みひろ）
ワッタの姉。ワッタを溺愛している。
ひびき
美洋の友人。
足立 信司、安達 亮祐、足立 京也 （あだち しんじ、あだち りょうすけ、あだち きょうや）
ワッタのクラスメイト。「袋人間事件」を調査するため、3人で「アダチ探偵団」を結成する。

## 用語
ガスマスクガール（GMG）
ガスマスクを被って戦う氏家霧花に、ワッタが付けた名前。一般には「マスクさん」と呼ばれている。
マスクさんは、一般には都市伝説のように思われており、その正体や目的などに関する根拠の無い噂が多く囁かれている。噂が一人歩きしている状態で、ネット上の情報のほとんどは、その真実の姿にはほど遠いものばかりである。
袋人間（ふくろにんげん）
頭部が無く、代わりに袋を被っている人間。袋人間に袋を頭に被せられた人間は、袋に身体が吸い込まれて消えてしまう。そして、その袋をかぶった袋人間は、吸い込まれた人間の姿となる。
ヘルメット・ドライヴァーズ・ハイの説明によれば、袋人間と同化した人間は、人とは違うもう1つの顔と力を手に入れる。マスクさんやヘルメット・ドライヴァーズ・ハイも、袋人間と同化して生まれた存在である。他にも覆面の類で顔を覆う、特別な力を持った者達が複数いる模様。
袋人間と同化した者は、袋人間の存在や、自分同様に袋人間と同化した人間のマスクの位置を知覚できる。
袋人間の目的は同化した人間の夢を、その実現に向けて突き進ませること。夢を叶えるため力尽きて死ぬまで行動し、また一度願った夢は変えることはできない。ただし、夢を叶えるための代償は、その者の『命』。夢を叶えても、夢半ばで倒れようとも、最期は跡形もなく消える運命にある。

## 書誌情報
- 御影石材『ガスマスクガール』 メディアファクトリー〈MFアライブコミックス〉、全2巻
  1. 2010年5月22日発売、ISBN 978-4-8401-3324-1
  2. 2010年12月22日発売、ISBN 978-4-8401-3719-5